# François Puaux (duchowny)
François Puaux (ur. 24 grudnia 1806 w Vallon-Pont-d’Arc, zm. 20 lutego 1895 w Paryżu) – francuski prawnik, kaznodzieja i pastor. Studiował prawo w Montpellier i został adwokatem, później notariuszem. W 32. roku życia, chociaż był żonaty i ojcem rodziny, opuścił notariat, rozpoczął studia teologiczne w Montauban i został pastorem protestanckim. Przejawiając usposobienie wojownicze rozpoczął walkę z katolickim duchowieństwem, nie przebierając przy tym w środkach i argumentach. Z pism jego, nacechowanych oryginalnością myśli i śmiałością stylu wyróżniły się L’Anatomie du papisme et la reforme évangélique à Angers (1845), L’Eglise romaine a-t-elle un juge infallible en matière de toi? (1851), La Raison en face du tombeau de Jesus Christ (1852), Essai sur la religion des gens du monde (1855), Histoire de la Reformation française (1857-1864, t.7), Le grand Credo du XIX siécle (1863), Galerie des personnages célébres qui ont figuré dans l’histoire du protestantisme français (1863-1864, t.3), Vie de Calvin (1864), Le Manuscrit d’un voyant (1875), Histoire populaire des Camisards (1878).
Jego syn Frank Jean Alexandre Puaux (1844-1922) również był duchownym protestanckim, pastorem i teologiem; uznawany bywa za oficjalnego historyka protestantyzmu francuskiego końca XIX wieku.